# Tudo Bem no Natal Que Vem
Tudo Bem no Natal Que Vem é um filme brasileiro natalino de 2020, do gênero dramédia. É o primeiro filme de Natal brasileiro original da Netflix.

## Sinopse
Jorge (Leandro Hassum) é um homem que odeia o Natal, já que nasceu no dia 25 de dezembro e, consequentemente, seus familiares se preocupam à data comemorativa do que ao seu aniversário. Após cair do teto de sua casa fingindo ser o Papai Noel, ele passa a acordar apenas nas vésperas da data, sem lembrar o que viveu durante o ano inteiro. Isso acaba fazendo ele se meter em vários problemas, incluindo a sua troca inconsciente de Laura (Elisa Pinheiro) com Márcia (Danielle Winits).

## Elenco
- Leandro Hassum como Jorge Moraes
- Elisa Pinheiro como Laura Moraes
- Danielle Winits como Márcia
- Miguel Rômulo como Léo Moraes
- Arianne Botelho como Aninha Moraes
- Rodrigo Fagundes como Luiz Cláudio
- Louise Cardoso como Teodora
- Levi Ferreira como Vô Nhanhão
- José Rubens Chachá como Tio Victor
- Daniel Filho como Pedro Moraes
- Lola Fanucchi como Luana[4]
- Maurício de Barros como Osvaldinho
- Raul Gazolla como Ricardo

## Produção
Em 13 de dezembro de 2019, foi divulgada a primeira foto das filmagens do filme, gravado no Rio de Janeiro.
O filme foi escrito por Paulo Cursino e dirigido por Roberto Santucci, dupla responsável por O Candidato Honesto e Até que a Sorte nos Separe.

## Recepção
O filme estreou em 3 de dezembro de 2020. No dia posterior à estreia. o filme ficou no Top 1 brasileiro da Netflix. Além do Brasil, o filme ficou no ranking da Netflix em vários países, como Estados Unidos, Polônia, Espanha e México.
Luiza Leão, do Terra, classificou o filme como "um grande mix de Adam Sandler". Segundo ela, o filme repete fórmulas humorísticas já vistas em Como se Fosse a Primeira Vez, Click e Esposa de Mentirinha, todos protagonizados por Adam Sandler.
Ana Clara Xavier, do Purepeople, citou quatro razões para assistir o filme. As quatro razões são, "O Natal de todo o brasileiro", "Cenas cotidianas de dezembro", "Parceria de Leandro Hassum com Danielle Winits" e "Questionar a vida".